# Ulota rhytiore
Ulota rhytiore là một loài Rêu trong họ Orthotrichaceae. Loài này được (B.H. Allen) F. Lara et al. mô tả khoa học đầu tiên năm 2008.